# Abby Wambach
Mary Abigail Wambach (Rochester, Nueva York, Estados Unidos; 2 de junio de 1980), conocida como "Abby" Wambach es una exfutbolista estadounidense que jugaba como delantera.
Es una medallista olímpica y la máxima goleadora de la selección de Estados Unidos con 184 tantos. Fue ganadora del Balón de Oro en 2012.

## Clubes
| Club                   | País           | Año         |
| ---------------------- | -------------- | ----------- |
| Washington Freedom     | Estados Unidos | 2002 - 2010 |
| MagicJack              | Estados Unidos | 2011        |
| Western New York Flash | Estados Unidos | 2013 - 2014 |

### Estadísticas
| Club                                  | Temporada     | Liga  | Liga  | Liga   |
| Club                                  | Temporada     | Part. | Goles | Asist. |
| ------------------------------------- | ------------- | ----- | ----- | ------ |
| Washington Freedom Estados Unidos     | 2002          | 19    | 10    | 10     |
| Washington Freedom Estados Unidos     | 2003          | 18    | 13    | 7      |
| Washington Freedom Estados Unidos     | 2009          | 18    | 8     | 5      |
| Washington Freedom Estados Unidos     | 2010          | 23    | 13    | 8      |
| Washington Freedom Estados Unidos     | Total club    | 78    | 44    | 30     |
| MagicJack Estados Unidos              | 2011          | 13    | 9     | 2      |
| MagicJack Estados Unidos              | Total club    | 13    | 9     | 2      |
| Western New York Flash Estados Unidos | 2013          | 18    | 11    | 8      |
| Western New York Flash Estados Unidos | 2014          | 10    | 6     | 4      |
| Western New York Flash Estados Unidos | Total club    | 28    | 17    | 12     |
| Total carrera                         | Total carrera | 119   | 70    | 44     |

| Selección      | Año | Amistosos | Amistosos | Copa Mundial | Copa Mundial | Copa de Oro | Copa de Oro | JJ. OO. | JJ. OO. | Total | Total |
| Selección      | Año | Part.     | Goles     | Part.        | Goles        | Part.       | Goles       | Part.   | Goles   | Part. | Goles |
| -------------- | --- | --------- | --------- | ------------ | ------------ | ----------- | ----------- | ------- | ------- | ----- | ----- |
| Estados Unidos |     |           |           |              |              |             |             |         |         |       |       |
| 2001           | ?   | ?         | -         | -            | -            | -           | -           | -       | ?       | ?     |       |
| 2002           | ?   | ?         | -         | -            | ?            | 1           | -           | -       | ?       | ?     |       |
| 2003           | ?   | ?         | 6         | 3            | -            | -           | -           | -       | ?       | ?     |       |
| 2004           | ?   | ?         | -         | -            | -            | -           | 5           | 4       | ?       | ?     |       |
| 2005           | ?   | ?         | -         | -            | -            | -           | -           | -       | ?       | ?     |       |
| 2006           | ?   | ?         | -         | -            | ?            | 2           | -           | -       | 0       | 0     |       |
| 2007           | ?   | ?         | 6         | 6            | -            | -           | -           | -       | ?       | ?     |       |
| 2008           | ?   | ?         | -         | -            | -            | -           | -           | -       | ?       | ?     |       |
| 2009           | ?   | ?         | -         | -            | -            | -           | -           | -       | ?       | ?     |       |
| 2010           | ?   | ?         | -         | -            | 9            | 8           | -           | -       | ?       | ?     |       |
| 2011           | ?   | ?         | 6         | 4            | -            | -           | -           | -       | ?       | ?     |       |
| 2012           | ?   | ?         | -         | -            | -            | -           | 6           | 5       | ?       | ?     |       |
| 2013           | ?   | ?         | -         | -            | -            | -           | -           | -       | ?       | ?     |       |
| 2014           | ?   | ?         | -         | -            | 4            | 7           | -           | -       | ?       | ?     |       |
| 2015           | ?   | ?         | 7         | 1            | -            | -           | -           | -       | ?       | ?     |       |
| Total          | ?   | 142       | 25        | 14           | ?            | 18          | 11          | 9       | 255     | 183   |       |

### Participaciones en Copas del Mundo
| Mundial                        | Sede           | Resultado    | Partidos | Goles |
| ------------------------------ | -------------- | ------------ | -------- | ----- |
| Copa Mundial de Fútbol de 2003 | Estados Unidos | Tercer lugar | 6        | 3     |
| Copa Mundial de Fútbol de 2007 | China          | Tercer lugar | 6        | 6     |
| Copa Mundial de Fútbol de 2011 | Alemania       | Subcampeona  | 6        | 4     |
| Copa Mundial de Fútbol de 2015 | Canadá         | Campeona     | 7        | 1     |

## Palmarés

### Torneo Internacionales
| Título                | Equipo         | Lugar  | Año  |
| --------------------- | -------------- | ------ | ---- |
| Mundial Femenino 2015 | Estados Unidos | Canadá | 2015 |

Balón De Oro Femenino 2012

## Vida personal
Wambach está casada con la autora Glennon Doyle, y reside en Hermosa Beach, California.